# Margaret Montgomery Pirrie
La vicomtesse Margaret Montgomery Pirrie (31 mai 1857 - 19 juin 1935) est une personnalité publique et une philanthrope irlandaise. Elle est la première femme juge de paix à Belfast et la première femme à recevoir les clefs de la ville.

## Enfance et famille
Margaret Montgomery Pirrie naît le 31 mai 1857, probablement à Belfast. Elle est probablement la plus jeune fille de deux filles et de trois fils d'un maître d'anglais de la Belfast Academical Institution, John Carlisle et de sa femme Catherine (née Montgomery). Son frère, Alexander Carlisle, est le directeur général des chantiers navals de Harland et Wolff. Leur père éduque les enfants. La sœur de sa mère est la mère de William James Pirrie. Le 17 avril 1879, elle épouse son cousin William James Pirrie, qui devient finalement président de Harland and Wolff à partir de 1895. Pirrie est très impliquée dans les affaires commerciales de son mari, ce qui est inhabituel pour l'époque. Elle l'accompagne souvent lors de voyages d'affaires et visite souvent le chantier naval, faisant la connaissance des gestionnaires et de certains travailleurs. Elle travaille le soir avec son mari à la conception technique et à la planification financière, d'abord depuis leur domicile à Belfast, à Ormiston, puis à partir de leur bureau de Londres.

## Vie publique
Pirrie est maire de Belfast en 1896 et 1897 lorsque son mari est élu Lord-maire de Belfast. Elle est décrite par Frederick Hamilton-Temple-Blackwood, 1er marquis de Dufferin et Ava comme « la maire la plus charmante et la plus populaire qui ait jamais dirigé une ville ou discipliné un mari ». La plus grande contribution des Pirries à la ville de Belfast est leur travail de collecte de fonds pour le nouvel hôpital Royal Victoria, qui doit remplacer l'ancien hôpital général de Belfast et célébrer le jubilé de diamant de la reine Victoria. Sous la direction de Pirrie, la campagne de levée de 100 000 £ pour construire un hôpital de 300 lits est atteinte en moins d'un an. Son mari fait un don de 5 000 £, et elle-même donne 2 000 £, puis plus tard, 11 000 £ supplémentaires pour s'assurer que le projet est achevé sans dette. Plus tard, elle fait campagne pour lever une dotation supplémentaire de 100 000 £ pour l'hôpital pour les frais d'expansion et de fonctionnement. Cela permet l'achat d'équipement, ce qui a fait que deux des salles ont été nommées d'après les Pirrie. Elle recueille 10 000 £ supplémentaires pour nommer un service en l'honneur de son médecin, le professeur James Cuming. Elle est présidente du comité des dames et du comité des soins infirmiers. Elle est reconnue comme la bienfaitrice la plus importante de l'hôpital, occupant le poste de présidente de l'hôpital de 1904 jusqu'à sa mort. En 1929 et 1931, elle fait don de 1 000 guinées et de 1 000 £ pour acheter du radium pour le traitement du cancer et offre chaque année de généreux cadeaux de Noël aux patients et au personnel. Elle offre également des cadeaux aux employés du chantier naval.
Pirrie devient la première femme à être nommée bourgeois d'honneur de Belfast en 1904 en reconnaissance de son travail pour l'hôpital. Elle est la première femme à occuper le poste de juge de paix à Belfast en 1922. Le 25 novembre 1926, elle est élue membre honoraire à vie de la chambre de commerce de Belfast. À la suite de la mort subite de son mari lors d'un voyage d'affaires le 6 juin 1924 au milieu de l'Atlantique, on découvre que les affaires de Harland & Wolff sont en difficultés. Les finances personnelles de son mari sont dans un état où les syndics ont du mal à exécuter les dispositions de son testament. Elle est nommée présidente de l'entreprise, un poste créé spécialement pour elle,. Pirrie éprouve une profonde aversion pour le nouveau directeur général et tenta de saper sa position, allant même jusqu'à sembler défier son leadership à plusieurs reprises, y compris une réunion du comité d'entreprise qu'elle préside fin 1924 à Belfast. Plus tard, elle accepte les nouveaux arrangements et vend ses maisons en Angleterre, sa maison de Belfast étant reprise par le nouveau directeur général,.

## Mort et héritage
Pirrie meurt le 19 juin 1935 à Londres et est enterré au cimetière de la ville de Belfast. Dans les nécrologies, on se souvient d'elle comme d'une femme qui avait une énorme influence sur « tous les domaines d'activité utile, l'industrie, la philanthropie, les services sociaux, l'apprentissage et les arts ». Un buste de Pirrie se trouve à l'hôpital Royal Victoria de Belfast.